# Le Soleil (diari)
Le Soleil (del francès, el Sol) és un periòdic generalista diari quebequès.
És l'un dels diaris més llegits al Quebec, juntament amb Le Journal de Québec. S'edita en francès, fou creat l'any 1896 i el 2011 es distribuïen entre 75.000 i 101.000 exemplars, segons el dia de la setmana. El seu propietari actual és Gesca Ltée. Abans però, cap als seus inicis el diari era l'oficial del Partit Liberal del Canadà i del Partit Liberal del Quebec.